# الخرقاء
الخرقاء قرية سعودية، تتبع مركز الشعيبة التابعة لإمارة منطقة مكة المكرمة. تقع في جنوب مكة المكرمة، وتبعد عنها قرابة 80 كم.